# Мбодж, Мамаду
Мамаду Мбодж (фр. Mamadou Mbodj; род. 12 марта 1993, Дакар) — сенегальский футболист, защитник израильского клуба «Хапоэль» Хадера.

## Клубная карьера
22 августа 2014 года подписал контракт с клубом «Црвена Звезда», но 1 сентября был отдан в аренду клубу «Напредак». 4 октября 2014 года в матче против клуба «Спартак» Суботица дебютировал в чемпионете Сербии.
15 января 2016 года перешёл в «Жальгирис».
1 января 2019 года стал игроком азербайджанского клуба «Нефтчи» Баку.
4 февраля руководитель «Ордабасы» Бауыржан Абдубаитов сообщил корреспонденту сайта Vesti.kz, что клуб подписал четырёх легионеров, в том числе Мбоджа.

## Достижения
«Жальгирис»
- Чемпион Литвы: 2016
- Обладатель Кубка Литвы (3): 2015/16, 2016, 2018

«Ордабасы»
- Чемпион Казахстана: 2023
- Финалист Кубка Казахстана: 2023

## Клубная статистика
| Игровая карьера | Игровая карьера | Игровая карьера | Лига | Лига | Кубок | Кубок | Межд. | Межд. | СК | СК |
| --------------- | --------------- | --------------- | ---- | ---- | ----- | ----- | ----- | ----- | -- | -- |
| 2018/19         | Нефтчи (Баку)   | А               | 13   | 5    | —     | —     | —     | —     | —  | —  |
| 2019/20         | Нефтчи (Баку)   | А               | 9    | 1    | 1     | 0     | 4     | 1     | —  | —  |
| 2020/21         | Нефтчи (Баку)   | А               | 23   | 0    | 2     | 0     | 2     | 1     | —  | —  |
| 2021/22         | Нефтчи (Баку)   | А               | 16   | 1    | 3     | 0     | 7     | 0     | —  | —  |
| 2022/23         | Нефтчи (Баку)   | А               | 10   | 0    | —     | —     | 4     | 0     | —  | —  |
| 2023            | Ордабасы        | А               | 23   | 1    | 7     | 0     | 2     | 1     | 1  | 0  |